# 神戸光
神戸 光（かんべ ひかる、1900年2月13日 - 1992年1月または2月1日）は、日本の元俳優、映画プロデューサー、新聞記者である。本名は近藤 茂雄（こんどう しげお）。旧芸名は神戸 光男（かんべ みつお）、カンベ・ヒカル。

## 来歴・人物
1900年（明治33年）2月13日、兵庫県神戸市湊町3丁目（現在の同県同市兵庫区）に生まれる。関西学院大学を卒業。
卒業後、貿易商社員や「労働運動」誌支局員、大正活映（神戸光男名義）を経て、1926年（大正15年）6月、アナキストである笹井末三郎（1901年 - 1969年）の紹介で日活大将軍撮影所に入社。神戸光という芸名で畑本秋一監督映画『舶来頓珍漢騒動』などに出演。その後、同社の映画プロデューサーである池永浩久（1877年 - 1954年）の秘書や助監督を務めていたが、1927年（昭和2年）、再び技芸部に戻る。同年公開の田坂具隆監督映画『正義の強者』や『しゃぼん娘』などに出演する傍ら、溝口健二監督映画『慈悲心鳥』で助監督を務めている。また1929年（昭和4年）、村田実監督映画『摩天楼 争闘篇』では、ビルの屋上に腰をかけて足を空中にぶらぶらさせながら煙草をふかしたり、ビルからビルへ飛び移るという鳥人ぶりで「第二の高木新平」として話題になった。その後、1934年（昭和9年）に日活多摩川撮影所の移転に伴い上京、数本の作品に出演したが、1937年（昭和12年）2月に退社、映画界を離れた。
1934年（昭和9年）に発行された『日本映画俳優名鑑 昭和九年版』（映画世界社）によると、京都府京都市右京区太秦石垣町に住み、身長は5尺2寸（約157.6センチメートル）、体重は15貫（約56.3キログラム）、中華料理を好んでいるという旨が記されている。
1937年（昭和12年）、読売新聞社に入社して文化部の新聞記者に転向。また、第二次世界大戦中の1943年（昭和18年）には、大映の社長である永田雅一（1906年 - 1985年）に招かれて映画プロデューサーとして同社へ入社し、島耕二監督映画『出征前十二時間』などを製作した。終戦後の1946年（昭和21年）6月になると、再び新聞記者に戻り、日本経済新聞社へ入社。1955年（昭和30年）に定年退職後も嘱託として、1959年（昭和34年）4月末まで在社した。
1969年（昭和44年）1月12日、長年親交の深かった笹井末三郎が死去するが、近藤は笹井が死去するまでたびたび訪問していたようである。以降の消息は明らかでないが、柏木隆法の回想によれば、『千本組始末記』（海燕書房）が出版された直前に死去したという。したがって没年は1992年（平成4年）1月または2月1日、満91歳没となる。

## 出演作品

### 大正活映
全て製作・配給は「大正活映」、全てサイレント映画、全て「神戸光男」名義である。
- 『葛飾砂子』：監督トーマス・栗原、1920年12月28日公開 - 小僧・弥七
- 『雛祭の夜』：監督トーマス・栗原、1921年3月20日公開 - 兎の精
- 『蛇性の婬』：監督トーマス・栗原、1921年9月6日公開

### 日活大将軍撮影所
全て製作は「日活大将軍撮影所」、配給は「日活」、全てサイレント映画、以降全て「神戸光」名義である。
- 『舶来頓珍漢騒動』（『舶来頓珍漢』『舶来鈍珍漢』）：監督畑本秋一、1926年10月24日公開
- 『正義の強者』：監督田坂具隆、1927年1月14日公開 - 職工の仙公
- 『漕艇王』：監督内田吐夢、1927年6月5日公開
- 『慈悲心鳥』：監督溝口健二、製作日活大将軍撮影所新劇部、1927年9月15日公開 - 助監督
- 『しゃぼん娘』：監督田坂具隆、1927年10月21日公開 - チビ
- 『魔の沼』：監督木藤茂、1927年11月18日公開 - 助監督
- 『喧嘩』：監督東坊城恭長、1927年11月25日公開 - 助監督

### 日活太秦撮影所
特筆以外、全て製作は「日活太秦撮影所」、配給は「日活」、特筆以外は全てサイレント映画である。
- 『大学選手』：監督浅岡信夫、製作日活太秦撮影所教育映画部、1928年7月6日公開 - 駒井
- 『英傑秀吉』：総指揮池永浩久、監督池田富保、1929年3月31日公開 - 山鼠の新三
- 『摩天楼 争闘篇』：監督村田実、1929年10月17日公開
- 『喜劇 汗』：監督内田吐夢、1929年12月31日公開 - 労働者
- 『元禄快挙 大忠臣蔵 天変の巻・地動の巻』：総指揮池永浩久、監督池田富保、1930年4月1日公開 - 与太郎
- 『海の祭』：監督伊奈精一、1930年9月5日公開 - 下男・平吉
- 『作業服』：監督吉村廉、1931年7月7日公開
- 『社長さんはお人好し』：監督吉村廉、1932年7月22日公開 - 事務員・田村君
- 『盤嶽の一生』：監督山中貞雄、1933年6月15日公開 - 西瓜泥棒
- 『恋の踊子』：監督千葉泰樹、1933年8月17日公開 - 不良（ヨタモン）・寅
- 『若き日のなやみ』：監督大谷俊夫、1933年月日不明公開 - 学生・安田
- 『さくら音頭』：監督渡辺邦男・マキノ正博、1934年3月22日公開 - 泥棒・大八 ※トーキー

### 日活京都撮影所
全て製作は「日活京都撮影所」、配給は「日活」、特筆以外は全てサイレント映画である。
- 『忠臣蔵 刃傷篇 復讐篇』：総指揮中谷貞頼、監督伊藤大輔、1934年5月17日公開 - 町人・四三松 ※トーキー
- 『紋三郎の秀』：監督池田富保、1934年5月31日公開 - 子分・猫伝

### 日活多摩川撮影所
全て製作は「日活多摩川撮影所」、配給は「日活」、特筆以外は全てサイレント映画である。
- 『花嫁日記』：監督渡辺邦男、1934年10月4日公開 - 泥棒 ※トーキー
- 『うら街の交響楽』：監督渡辺邦男、1935年5月15日公開 - 一膳めし屋主人 ※トーキー
- 『はだかの合唱』：監督大谷俊夫、1936年7月15日公開 ※トーキー
- 『僕の東京地図』：監督伊賀山正徳、1936年9月23日公開 - 浜本の乾分・片岡 ※トーキー
- 『口笛吹いて百万両』：監督倉田文人、1936年10月23日公開 - 敏公
- 『恋愛べからず読本』（『戀愛べからず読本』）：監督千葉泰樹、1937年1月7日公開 - ハルポ ※トーキー